# 新屋區
24°58′17.78″N 121°6′17.61″E / 24.9716056°N 121.1048917°E
新屋區（臺灣客家語海陸腔：sinˋ vug kiˋ），前身「新屋鄉」，位於臺灣桃園市西端，東北方臨觀音區、中壢區，東南方臨楊梅區，西南邊與臺灣省新竹縣新豐鄉相臨，西濱臺灣海峽，為典型的農業鄉。全境耕地面積廣大，並有半數以上人口從事農業，水稻為主要作物，是北臺灣地區的重要稻米產區。在桃園市國土計畫草案中屬於鄉村發展區域，產業功能主要為農業發展地區第一類。
境內居民主要為客家族群，客家人比例約佔全區人口的88%左右，2011年行政院客家委員會公告新屋區為臺灣客家文化重點發展區。當地主要姓氏有徐、黃、葉、姜、羅、陳等。此外新屋區也是范姜姓氏的起源地。

## 歷史

### 地名由來
清初乾隆年間，范姜一氏來臺拓墾，取得墾照，建立「姜勝本」墾號後，逐步向內地開拓廣大土地：南以社子溪為界，東至營盤腳（今楊梅區上田里），西抵石牌嶺（今新屋區石牌里），北達大堀坑（今觀音區大堀里）。經過百餘年的努力，范姜一族不但使荒野變田園，而且吸引了拓荒者遷入此地。
在范姜先祖胼手胝足，耕墾得法之下，范姜家族短短數年已有田產處處。開墾有成的范姜族人於咸豐四年（西元1854年）興建祖堂，其後陸續起造不少新屋，當地人引為盛事，以客語稱其為「起新屋」。因此「新屋」便成為當地的地名，沿用至今。鄰近的閩南人，因臺灣話較常使用「厝」字指稱房舍，故稱新屋為新厝仔（sin-chhù-á）。
「新屋」一名，來自於范姜公廳新建時，其嶄新的建築，使該地得名。五棟范姜老屋群中的范姜公廳，於1985年8月19日經內政部評定為第三級古蹟，是新屋區最珍貴之古宅（註：客語「公廳」指祭拜祖先的祠堂）。區內詳細地名由來可參見《新屋鄉志·拓墾篇》。

### 沿革
1895年4月17日，清朝與日本簽訂馬關條約，將臺灣、澎湖群島割讓給日本；6月28日，臺灣改設3縣1廳，新屋隸屬臺北縣新竹支廳竹北二堡。
1897年，改為6縣3廳，屬新竹縣新埔辦務署:687。
1898年，改為3縣3廳，屬臺北縣新埔辦務署楊梅壢支廳。
1899年裁併新埔辦務署，新屋改隸臺北縣桃仔園辦務署楊梅壢支廳。
1901年11月9日，全臺設20廳，新屋隸屬桃仔園廳楊梅壢支廳第19區、第20區:688。
1905年3月29日，桃仔園廳改名桃園廳:689。
1909年10月23日，全臺20廳改設12廳，新屋一部分屬大坡區，一部分屬新屋區:690。
1920年10月1日，廢廳設州，州下設郡、市，郡下設街、庄，新屋屬新竹州中壢郡。新屋轄犁頭洲、九斗、上青埔、北勢、石磊子、新屋、東勢、埔頂、社子、番婆、十五間、大坡、后庄、蚵殼港、笨子港、槺榔、下田心子、崁頭厝、大牛欄、石牌嶺等20個大字:692。
1945年，台灣由中華民國接管；12月27日，改5州3廳為8縣，隸屬新竹縣中壢區新屋鄉:698。
1946年10月，新屋鄉公所正式成立:699。
1950年10月25日，調整行政區域，新屋鄉改隸桃園縣:701。
1959年2月2日，崁頭村因諧音與臺語「砍頭」近似，改名「永安村」:706－707。
1974年12月1日，大欄村改名「永興村」:712。
1983年8月8日，平均村改名「清華村」:715。
2014年12月25日，因應桃園縣改制為直轄市，新屋鄉改為「新屋區」。

## 地理

### 地形
新屋區位於桃園市西端，西臨臺灣海峽，東毗中壢區，北接觀音區，東南與南鄰楊梅區及臺灣省新竹縣湖口鄉、新豐鄉。全區東西長約18.5公里，南北寬約9.2公里，土地面積約85平方公里，佔全市土地總面積的6.96%:51。全區地勢為自東緣交界的楊梅地區向西漸緩傾斜至臺灣海峽的平地，整體地形呈現斜三角形狀，北端窄而南半部寬，海拔高度介於5至100公尺間。新屋區地形由東至西大致可分為三個地形區，一為東側的臺地丘陵區，一為中部的沖積平原區，一為西部的海岸砂丘區:54－55。

### 氣候
新屋區位於北回歸線以北，氣候屬於潮濕副熱帶季風型，夏季高溫，冬季寒冷潮濕，由於該區西面濱臨海域且境內缺乏山嶺屏障的緣故，故夏季相較於鄰近的楊梅、中壢兩區稍顯溫和涼爽，然有時可能會受到颱風（主要為由東往西移動者）造成過山沉降的效應影響，而出現全臺灣最高溫；冬季時則因有東北季風侵襲，全境氣溫驟降，加上輻射冷卻的影響，常出現全臺灣平地最低溫:58－59。新屋區冬季的月均溫介於攝氏15至18度之間，春季後逐漸回暖，至夏秋兩季處暑期間，月均溫達到攝氏24至29度。年均溫約攝氏22.2度，月均溫最高為7月的28.8度，最低為1月的攝氏15.1度:59－60。年平均降雨量約達1,500毫米，6月雨量最多，10月最少:60。因風力可位居全台首位，也吸引風力發電廠的設立，2016年梅雨季曾創下單日全台灣最多雨量的紀錄。

### 人口
根據新屋區戶政事務所及桃園市政府民政局人口統計，2024年底新屋區戶數約1.9萬戶，人口約有4.9萬人，為桃園市平地地區人口最少的行政區。區內人口最多與最少的里分別是頭洲里與深圳里，2024年底兩里人口分別為5,810人與668人，其中深圳里也是桃園市人口最少的里。
新屋區的人口老化與少子化問題嚴重，由於發展緩慢，且土地主要仍為農業區，年輕人口不斷外流。2024年底時，新屋區人口中0至14歲人口佔比約為10.96%，15至64歲人口佔比約為68.42%，65歲以上人口佔比約為20.62%，老化指數約為188.10%，為桃園市人口老化程度最高的行政區，是桃園市青壯年人口佔比最低的行政區，也是桃園市唯一已進入超高齡社會的行政區。

## 政治

### 歷任首長

#### 鄉長
| 任次 | 姓名     | 備註         |
| ---- | -------- | ------------ |
| 1    | 范姜德   |              |
| 2    | 范姜德   |              |
| 3    | 徐阿職   |              |
| 4    | 范姜新鱉 |              |
| 5    | 黃禮醮   |              |
| 6    | 黃禮醮   |              |
| 7    | 姜仁平   |              |
| 8    | 姜仁平   |              |
| 9    | 葉倫境   |              |
| 10   | 葉倫境   |              |
| 11   | 黃水銀   |              |
| 12   | 陳江順   |              |
| 13   | 陳江順   |              |
| 14   | 葉佐禹   |              |
| 15   | 葉佐禹   |              |
| 16   | 徐同治   | 末任民選鄉長 |

#### 區長（指派）
| 任次 | 姓名   | 任職期間                       | 備註                           |
| ---- | ------ | ------------------------------ | ------------------------------ |
| 1    | 徐同治 | 2014年12月25日～2018年12月24日 | 續任；首屆區長，任期屆滿       |
| 2    | 姜義坤 | 2018年12月25日～2022年12月24日 | 市長指派，原平鎮區長，回任參議 |
| 3    | 鄭詩鈿 | 2022年12月25日～現任           | 市長指派，原中壢區長           |

### 區政組織

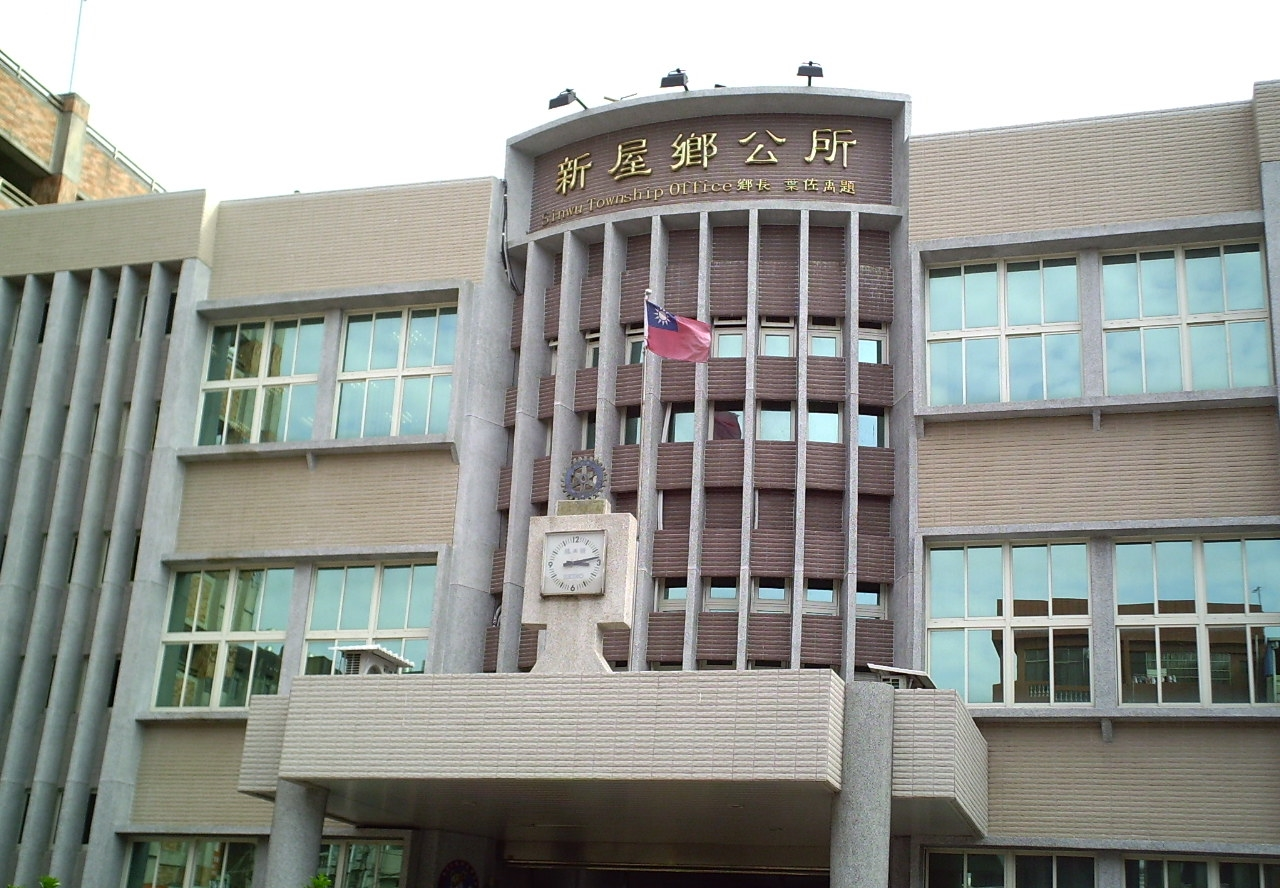
2010年9月底的新屋鄉公所（現已改制為新屋區公所）

新屋區公所是桃園市政府在新屋區的派出機關，在中華民國政府架構中為市政府綜理區政的執行機關，上級業務監督機關為桃園市政府。区长由市長任命，其任期為無任期保障。在區長及主任秘書之下，設有5課4室等9個內部單位。新屋區為桃園市議會第十一選區，在市議會的63席市議員中，新屋區共選出1席區域市議員（不含平地原住民與山地原住民議員）。

### 行政區
現今新屋區行政範圍的確立，來自於1920年，日本將臺灣十二廳改為五州二廳，設新屋庄屬新竹州中壢郡。新屋轄犁頭洲、九斗、上青埔、北勢、石磊子、新屋、東勢、埔頂、社子、番婆、十五間、大坡、后庄、蚵殼港、笨子港、槺榔、下田心子、崁頭厝、大牛欄、石牌嶺等20個大字:220。1945年12月27日，改為「新屋鄉」，屬新竹縣中壢區:228。1950年，調整行政區域並裁撤區署，新屋鄉改隸新成立的桃園縣:230。2014年12月25日，桃園縣改制為直轄市，新屋鄉改制為市轄區「新屋區」，隸屬桃園市。
新屋區共轄23里，依原新屋鄉代表會選舉區可區分為四個次分區：
| 次分區 | 次分區 | 里名   | 里名   | 里名   | 里名   | 里名   | 里名   | 里名   |
| ------ | ------ | ------ | ------ | ------ | ------ | ------ | ------ | ------ |
|        | 新屋區 | 新屋   | 新生里 | 後湖   | 清華里 |        | 東明里 | 石磊里 |
|        | 永安區 | 下埔里 | 下田   | 石牌里 | 赤欄里 | 永興里 | 永安里 | 笨港里 |
|        | 大坡區 | 深圳里 | 蚵間里 | 槺榔里 | 後庄里 | 大坡里 | 望間里 |        |
|        | 頭洲區 | 頭洲里 | 埔頂里 | 九斗里 |        |        |        |        |

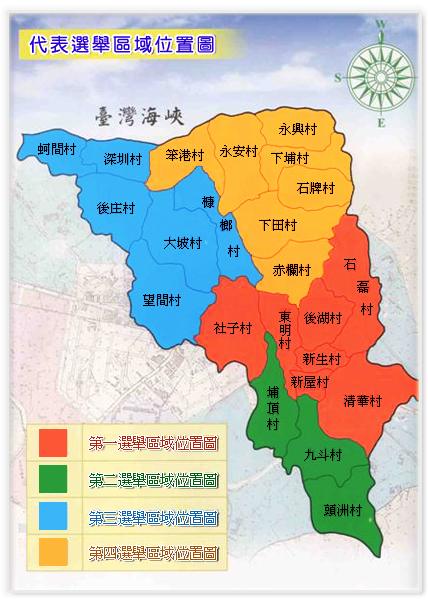
改制前的新屋鄉行政區劃

新屋都市計畫區範圍包含新生、新屋兩里。頭洲都市計畫區由於毗鄰中壢區，故被劃為中壢都會區都市計畫區的一部分。

### 警政消防機關
警政
- 桃園市政府警察局楊梅分局
  - 新屋分駐所
  - 永安派出所
  - 大坡派出所
  - 頭洲派出所

消防
- 桃園市政府消防局第二大隊
  - 新屋分隊
  - 永安分隊

## 文化

### 地方語言
新屋的本土語言雖以臺灣客家語海陸腔為主，但西南角蚵間里為泉腔台語的最北端，此外，新屋地區存在許多方言島，如大牛欄地區有漳腔臺語（類似於海陸豐話，有受潮州話以及海陸客語影響），而石磊里西部有水流軍話等。

### 石滬文化
2015年，桃園市政府首次舉辦石滬文化節，活動地點在綠色隧道南端點忘憂門廣場，在桃園市長鄭文燦的帶領下奠下第一塊基石，完成第一波重建石滬奠基行動。石滬是先民捕魚的方式，外島的澎湖石滬出名已久，而在台灣本島最多石滬群的地方就在新屋區，已有300多年的歷史。

### 牽罟文化
2016年，桃園市政府客家事務局在永安漁港笨港灣重現先民智慧捕魚的「牽罟文化」，重現先民利用舢舨將曳地網撒到海裡，魚群被圍住後，再由沙灘上的人力將漁網拉上岸的作業模式。2020年6月，海洋客家牽罟文化館（因其建築形體，常稱作「海螺館」）開幕。

### 廟宇
- 新屋天后宮：於1826年創立，乃北港朝天宮分靈廟。有全台灣最高的青銅媽祖神像新建完成，高一百台尺，重達120噸。守護著台灣海峽海域。
- 貝殼伯公廟
- 長祥宮：有目前全台灣最高的神農大帝青銅像，每逢假日會有許多香客前來進香祭拜，是新屋地區重要的信仰中心之一。
- 新屋福興宮：主祀七夫人媽，於1900年改建磚牆建築。位在自行車道終點，名氣漸為人知。
- 蚵殼港昭靈宮：主祀七夫人媽，廟名乃得名自光緒年間輪值主辦送王船的泉州府廟宇之名。
- 十五王公廟：是位於臺灣桃園市新屋區蚵間里的陰廟，祭祀十五位海難者。
- 新屋永安保生宮
- 新屋八路財神廟
- 深圳玄天宮
- 玉皇大帝宮
- 八卦祖師廟
- 大坡路地藏寺
- 北龍代天府
- 三福宮
- 新屋廣濟堂

### 文化資產
- 新屋區農會倉庫（含稻米博物館）
- 新屋范姜祖堂

## 教育

### 高級中等學校
- 桃園市立新屋高級中等學校
- 桃園市私立清華高級中學

### 國民中學
- 桃園市立新屋高級中等學校國中部
- 桃園市立永安國民中學
- 桃園市立大坡國民中學
- 桃園市私立清華高級中學國中部

### 國民小學
- 桃園市新屋區新屋國民小學
- 桃園市新屋區啟文國民小學
- 桃園市新屋區東明國民小學
- 桃園市新屋區頭洲國民小學
- 桃園市新屋區永安國民小學
- 桃園市新屋區笨港國民小學
- 桃園市新屋區北湖國民小學
- 桃園市新屋區大坡國民小學
- 桃園市新屋區蚵間國民小學
- 桃園市新屋區社子國民小學
- 桃園市新屋區埔頂國民小學

## 交通

### 省道
- 台15線：西濱公路
- 台31線：高鐵橋下桃園段道路
- 台61線：西濱快速公路
  - 47 永安永安交流道
- 台66線：東西向快速公路—觀音大溪線
  - 10 新屋新屋交流道
  - 13 新屋一新屋一交流道

### 市道
- 市道114號：中山西路一段部分路段，因道路兩側住戶對道路中心線有爭議而無法徵收拓寬，導致車道縮減，車禍頻傳。[32][33][34]
- 市道115號：觀音區－新屋區－楊梅區－新竹縣新埔鎮ㄧ新竹縣芎林鄉

### 外環道
- 三民路：

### 公車

#### 桃園市市區公車
- 桃園客運新屋站
  - 5027 中壢－後湖（經新屋、永安）
  - 5027A 中壢－後湖（繞駛永安漁港）
  - 5031 中壢－新屋－福興宮
  - 5032 中壢－石磊－石橋－觀音（經過嶺、新屋）
  - 5033 中壢－保生－觀音（經過嶺、新屋）
  - 5035 中壢－新屋（經過嶺）
  - 5039 中壢－崁觀（經新屋、永安漁港、觀音）
- 捷乘客運
  - 5028 新屋－下北湖
- 新竹客運
  - 5649 龍潭－埔心－楊梅－新屋
  - 5650 楊梅－新屋
  - 5654 中壢－埔心－楊梅－新屋

#### 桃園市樂活巴免費公車
| 編號  | 路線名／起訖站         | 經營業者 | 備註                                   |
| ----- | ---------------------- | -------- | -------------------------------------- |
| L601  | 新屋一線               | 桃園客運 | 新屋區公所－富岡火車站                 |
| L602  | 新屋二甲線             | 桃園客運 | 富岡火車站－蚵間，部分車次行經永安漁港 |
| L603  | 新屋二乙線             | 桃園客運 | 富岡火車站－蚵間，部分車次行經永安漁港 |
| L605  | 高鐵線                 | 桃園客運 | 新屋區公所－高鐵桃園站                 |
| L605A | 高鐵線（延駛長庚醫院） | 桃園客運 | 新屋區公所－高鐵桃園站－林口長庚醫院   |
| L617  | 東明大坡線             | 桃園客運 | 新榮路82巷口－新屋區公所－蚵間里福興宮 |

### 軌道運輸
新屋區無鐵路經過，居民多前往楊梅區之富岡車站搭乘。

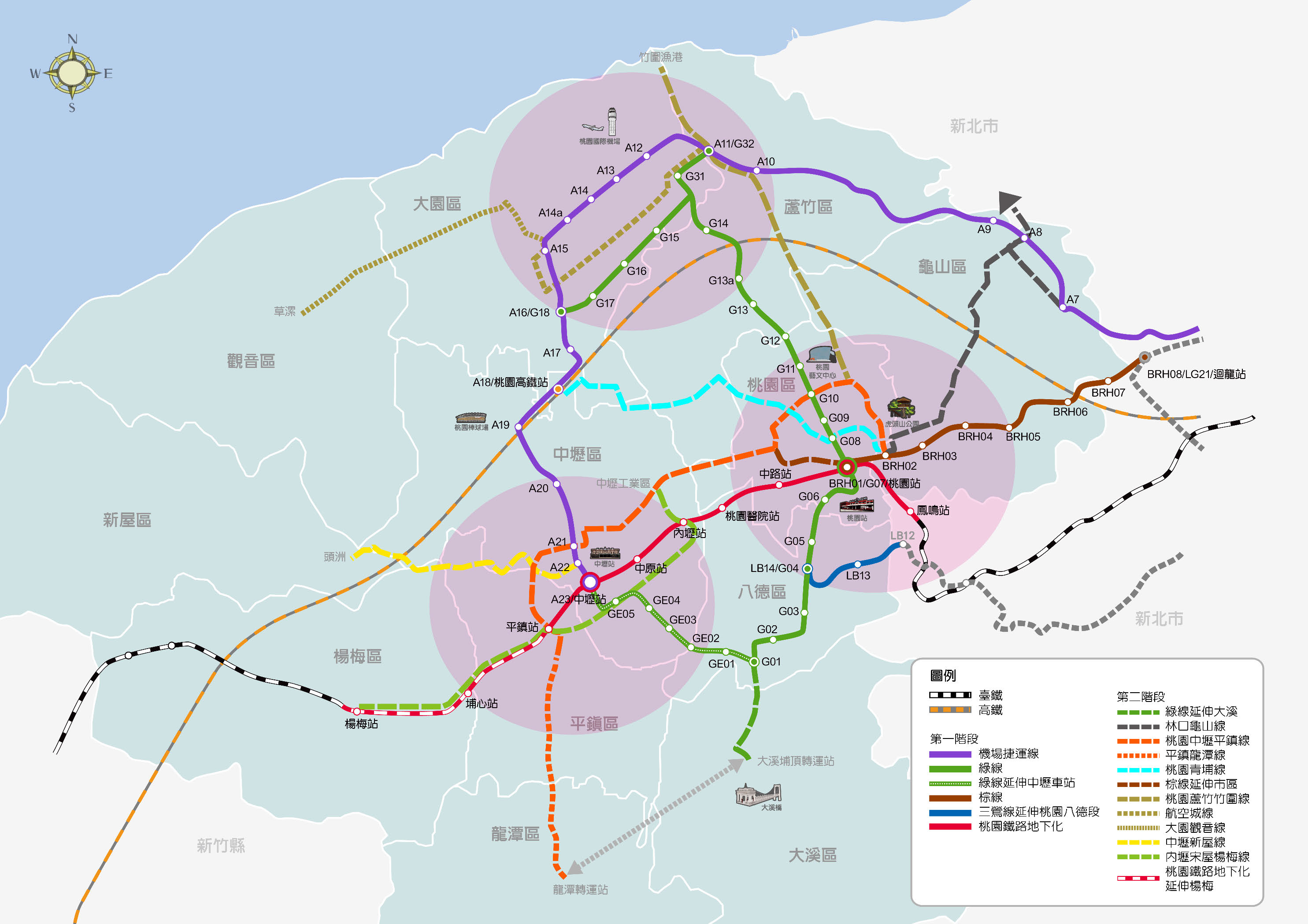
桃園捷運路網2.0

遠期則有桃園捷運中壢新屋線，以輕軌系統規劃，從桃園機場捷運A22老街溪站經過嶺至頭洲。

## 醫療
| 名稱                       | 醫療劃分 | 地址                    | 電話         |
| -------------------------- | -------- | ----------------------- | ------------ |
| 衛生福利部桃園醫院新屋分院 | 地區醫院 | 桃園市新屋區新褔二路6號 | (03)497-1989 |

## 觀光

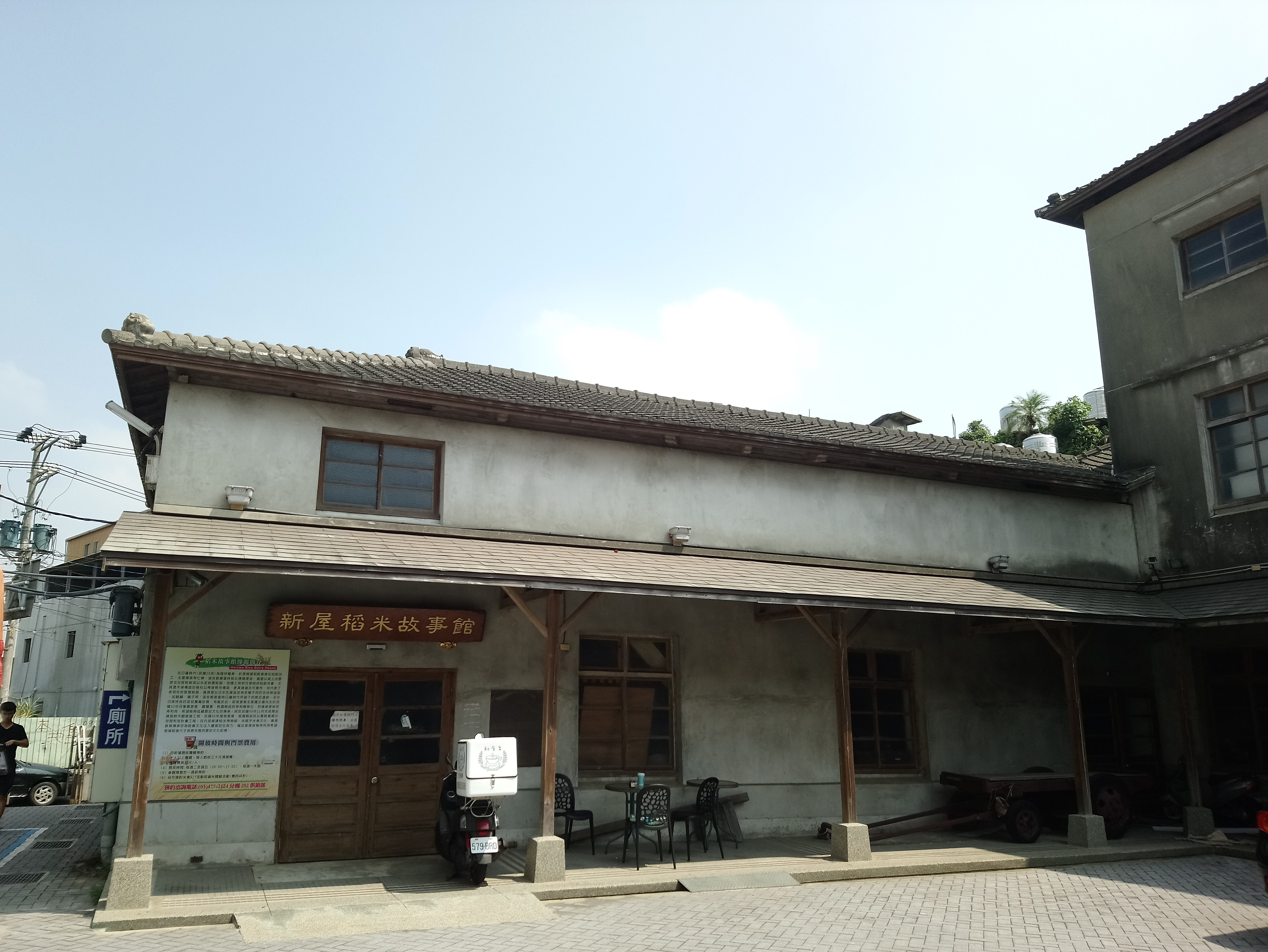
新屋稻米故事館

### 景點
- 永安漁港
- 新屋綠色走廊[37]
- 新屋溪候鳥觀賞區（位於新屋溪出海口）
- 新屋環埤水圳步道
- 新屋濱海植物園[38]
- 桃園市立圖書館新屋分館
- 桃園市動物保護教育園區（新屋收容所）
- 新屋蓮園
- 活力健康農場
- 九斗休閒農場
- 太平洋自行車博物館[39]
- 新屋區棒壘球場
- 桃園青年體驗學習園區[40]

### 特產
- 稻米
- 西瓜
- 火龍果
- 鵝肉
- 客家美食

## 污染
- 新屋區外環道三民路北側農田，常露天焚燒雜草產生濃煙或是施加惡臭肥料，使鄰近之新屋國中校園師生健康受到威脅。
- 社子溪常有工廠違法排放廢水，造成溪內及出海口污染[41]。
- 部分農田及道路被傾倒廢土，污染水源地或是妨礙交通[42][43]。

### 腳註
1. ↑  .   [2019-04-26]. （原始内容存档于2019-04-25）.
2. ↑   (PDF).   [2017-10-11]. （原始内容 (PDF)存档于2017-10-10）.
3. ↑  《新屋鄉公所-人文古蹟-范姜老屋群》[永久]
4. ↑  .   [2016-12-08]. （原始内容存档于2016-12-20）.
5. ↑  .   [2016-12-08]. （原始内容存档于2017-08-09）.
6. 1 2 3 4 5 6 7 8 9 10 11  尹章義等編纂. . . 桃園縣: 桃園縣新屋鄉公所. 2008 （中文（臺灣））.
7. 1 2  . 桃園市政府-新屋區公所.   [2023-01-17]. （原始内容存档于2023-01-17） （中文（臺灣））.
8. 1 2 3 4 5  尹章義等編纂. . . 桃園縣: 桃園縣新屋鄉公所. 2008 （中文（臺灣））.
9. ↑  李容萍. . 自由時報. 2016-08-01  [2016-08-02]. （原始内容存档于2020-11-30） （中文（臺灣））.
10. ↑  葉立斌. . NOWnews. 2014-09-15  [2015-01-16]. （原始内容存档于2015-11-17） （中文（臺灣））.
11. ↑  許瀚分. . 好房網News. 2015-01-25  [2015-01-26]. （原始内容存档于2020-08-09） （中文（臺灣））.
12. ↑  楊綿傑. . 自由時報. 2017-09-14  [2017-10-05]. （原始内容存档于2020-11-30） （中文（臺灣））.
13. ↑  李容萍、鄭淑婷. . 自由時報. 2016-06-15  [2016-06-22]. （原始内容存档于2020-11-30） （中文（臺灣））.
14. ↑  . 桃園市新屋區戶政事務所.   [2021-03-26]. （原始内容存档于2020-07-02） （中文（臺灣））.
15. ↑  . 桃園市政府民政局. （原始内容存档于2021-01-24） （中文（臺灣））.
16. ↑  蔡明亘. . 中時新聞網. 2023-12-05  [2025-01-15] （中文（臺灣））.
17. ↑  內政部戶政司. . 中華民國 內政部戶政司 全球資訊網.   [2025-01-15]. （原始内容存档于2011-01-20） （中文（臺灣））.
18. ↑   (PDF). 桃園市新屋區戶政事務所. 2020-05-08  [2021-03-26]. （原始内容存档 (PDF)于2021-05-19） （中文（臺灣））.
19. ↑   (XLS). 內政統計月報. 2020-02-10  [2020-05-04]. （原始内容存档于2020-05-01）.
20. ↑  . 桃園市政府新屋區公所.   [2021-09-26]. （原始内容存档于2021-06-12） （中文（臺灣））.
21. ↑  . 桃園市議會.   [2021-09-26]. （原始内容存档于2021-09-26） （中文（臺灣））.
22. 1 2 3  尹章義等編纂. . . 桃園縣: 桃園縣新屋鄉公所. 2008 （中文（臺灣））.
23. ↑  . 桃園市政府-新屋區公所.   [2023-01-17]. （原始内容存档于2023-02-08） （中文（臺灣））.
24. ↑  . 教育部.   [2013-10-02]. （原始内容存档于2013-10-04）.
25. ↑  楊明龍. . 客家委員會. 2005  [2013-10-02]. （原始内容存档于2015-09-24）.
26. ↑  洪惟仁.  (PDF). 2011  [2013-10-02]. （原始内容 (PDF)存档于2019-05-02）.
27. ↑  .   [2015-10-29]. （原始内容存档于2020-08-09）.
28. ↑  2015桃園石滬文化祭 新屋愛鄉協會社造有成
29. ↑  .   [2020-07-14]. （原始内容存档于2021-03-24）.
30. ↑  .   [2020-07-14]. （原始内容存档于2020-12-01）.
31. ↑  .   [2016-08-11]. （原始内容存档于2020-08-09）.
32. ↑  .   [2016-04-09]. （原始内容存档于2020-11-26）.
33. ↑  .   [2020-02-28]. （原始内容存档于2020-11-30）.
34. ↑  .   [2020-12-03]. （原始内容存档于2021-05-19）.
35. ↑  .   [2020-07-07]. （原始内容存档于2020-07-07）.
36. ↑  .   [2020-07-07]. （原始内容存档于2020-07-07）.
37. ↑  原縣道114號新屋－永安路段有長達數公里之綠色隧道，1991年間，黃水銀鄉長任內因道路拓寬而砍伐，現今僅存海岸邊新開闢之綠色走廊。
38. ↑  .   [2020-10-21]. （原始内容存档于2020-11-22）.
39. ↑  .   [2015-01-09]. （原始内容存档于2020-08-09）.
40. ↑  .   [2018-11-02]. （原始内容存档于2020-11-28）.
41. ↑  .   [2012-10-22]. （原始内容存档于2012-10-03）.
42. ↑  新屋鄉受污染嚴重 邱佳亮質疑：環保局稽查不力！
43. ↑  .   [2012-10-22]. （原始内容存档于2011-09-14）.

### 文獻
- 尹章義等編纂. . 桃園縣: 桃園縣新屋鄉公所. 2008. ISBN 978-986-7369-59-8 （中文（臺灣））.
- 施添福等編纂. . . 卷十五·桃園縣（上）. 南投縣: 國史館臺灣文獻館. 2009. ISBN 978-986-01-8864-6 （中文（臺灣））.

## 外部連結
- 新屋區公所 （页面存档备份，存于）
- 新屋區公所的Facebook專頁